# Clarias abbreviatus
Clarias abbreviatus är en fiskart som beskrevs av Valenciennes, 1840. Clarias abbreviatus ingår i släktet Clarias och familjen Clariidae. Inga underarter finns listade i Catalogue of Life.